# Le Cool
Le Cool es una editorial independiente con sede en Barcelona, España.

## Historia
La editorial fue fundada en 2003 por el emigrante sueco René Lönngren. Sus principales productos son revistas semanales en línea, entre las que destacan Le Cool Magazine, Weird, Wonderful Guides y Ling, publicación que obtuvo una medalla de oro en los premios de 2008 de la Sociedad de Diseñadores de Publicaciones con sede en los Estados Unidos.
En 2006 publicó una guía de turismo de Barcelona y en 2008 de las ciudades de Ámsterdam, Lisboa, Londres y Madrid.
Su beneficio empresarial se asienta en que los redactores de Le Cool Magazine no cobran por su trabajo. Las poco claras relaciones laborales con sus trabajadores (editores y redactores) han sido la causa de que haya tenido que renovar el equipo completo en varias ocasiones.